# Manuel Cossa
Manuel Cossa – mozambicki piłkarz grający na pozycji obrońcy. W swojej karierze grał w reprezentacji Mozambiku.

## Kariera klubowa
W swojej karierze Cossa grał w klubach CD Maxaquene i Texlom Matola.

## Kariera reprezentacyjna
W 1986 roku Cossa został powołany do reprezentacji Mozambiku na Puchar Narodów Afryki 1986. Na tym turnieju rozegrał dwa mecze grupowe: z Senegalem (0:2) i z Egiptem (0:2).